# Judith Visser
Judith Visser (Rotterdam, 29 januari 1978) is een Nederlandse schrijfster.

## Biografie
Visser debuteerde in 2006 met Tegengif, waarin het leven van een jonge Rotterdamse prostituee centraal staat. De roman, waarvan de eerste druk binnen een week was uitverkocht, zorgde voor ophef onder bordeelbezoekers en kreeg veel aandacht in de media. Tijdens het schrijven van het boek was ze werkzaam als receptioniste. In die functie had ze alle uitgaande post van de organisatie voorzien van van promotiestickers voor Tegengif. Wegens die actie werd ze na het uitkomen van het boek op staande voet ontslagen. De roman, waarvan ook een door Visser zelf ingesproken audioversie verscheen, werd uitgeroepen tot Beste Rotterdamse Boek van 2006. Het vervolg Tinseltown, dat verscheen in 2007, werd dat jaar met dezelfde prijs bekroond.
Visser was in 2007 onderwerp van een relletje, toen de openbare bibliotheek van Zuidland in de media liet weten dat Visser niet welkom was om daar een lezing te houden uit eigen werk. Een bibliotheekmedewerkster verklaarde "misselijk" te zijn geworden van de enigszins "pikante" scènes in Tegengif.
In 2008 verscheen Vissers thrillerdebuut Stuk, dat haar een nominatie voor de Gouden Strop 2009 opleverde. Haar eveneens in 2008 gepubliceerde novelle Ysabella werd het Rotterdams Leescadeau van dat jaar. In 2016 verscheen de roman In seizoenen.
In 2018 bracht ze bij HarperCollins een autobiografische roman uit over opgroeien met autisme, Zondagskind - Alsof opgroeien nog niet lastig genoeg is (ISBN 9789402708929). Er zijn van dit boek meer dan 75.000 exemplaren verkocht. Het werd bekroond met Hebban Literatuur Clubprijs. In 2019 verscheen er een Duitse vertaling. Het vervolg er op was Zondagsleven - Liefde in tijden van autisme, uitgekomen in 2022. Het derde deel van de trilogie, Zondagskracht - Zo is ze nu eenmaal, verscheen in april 2025.
In 2011 bracht de Rotterdamse theatergroep Siberia het toneelstuk Stuk op de planken, gebaseerd op Vissers gelijknamige thriller. Stuk werd in 2013 door Steven de Jong verfilmd en uitgebracht onder de titel Stuk!.

## Persoonlijk
Visser is vegetariër. Ze woont in de badplaats Rockanje samen met een roedel wolfhonden en haar man.
Visser kreeg de diagnose autisme in 2014. Zij is ambassadeur van Hulphonden voor Autisme. Ze heeft vaak last van overprikkeling, door haar honden heeft ze daar minder last van.
Ze heeft sinds haar vierde jaar last van migraine-aanvallen na drukke situaties.

## Prijzen en nominaties
- 2006: Prijs voor het Beste Rotterdamse Boek voor Tegengif
- 2007: Prijs voor het Beste Rotterdamse Boek voor Tinseltown
- 2008: Nominatie voor de Gouden Strop voor Stuk
- 2018: Hebban Literatuur Clubprijs voor Zondagskind[6]

## Bestseller 60
| Boeken met noteringen in de Nederlandse Bestseller 60 | Jaar van verschijnen | Datum van binnenkomst | Hoogste positie | Aantal weken | Opmerkingen |
| ----------------------------------------------------- | -------------------- | --------------------- | --------------- | ------------ | ----------- |
| Stuk                                                  | 2010                 | 01-09-2010            | 14              | 4            |             |
| Zondagskind                                           | 2018                 | 04-04-2018            | 5               | 7            |             |
| Zondagsleven                                          | 2020                 | 14-10-2020            | 19              | 3            |             |
| Het meisje met de halve ster                          | 2023                 | 18-10-2023            | 47              | 1            |             |
| Zondagskracht                                         | 2025                 | 09-04-2025            | 8               | 2            |             |